# Euxoa rubrior
Euxoa rubrior là một loài bướm đêm trong họ Noctuidae.